# Роуленс, Хайден
Хайден Роуленс (англ. Hayden Rolence, род. 15 июля 2004, Орора) — американский ребёнок-актёр. Стал широко известен после озвучивания Немо в анимационном фильме «В поисках Дори» в 2016 году. Роуленс также выступал в короткометражных фильмах, таких как Цицерон зимой, Кого я боюсь и Бета Персей.

## Фильмография
| Год  |   | Русское название | Оригинальное название | Роль                    |
| ---- | - | ---------------- | --------------------- | ----------------------- |
| 2012 | ф | Цицерон зимой    | Cicero in Winter      | Мэтт                    |
| 2013 | ф | Кого я боюсь     | Whom I Fear           | Майкл в детстве         |
| 2013 | ф | Бета Персей      | Beta Persei           | Джин Уитерсби в детстве |
| 2016 | ф | В поисках Дори   | Finding Dory          | Немо                    |

## Видеоигры
| Год  | Название            | Роль |
| ---- | ------------------- | ---- |
| 2015 | Disney Infinity 3.0 | Немо |